# Michelle Collins
Michelle Collins (* 12. Februar 1971 in der Panamakanalzone) ist eine ehemalige US-amerikanische Sprinterin, die sich auf den 400-Meter-Lauf spezialisiert hatte und vor allem als Staffelläuferin erfolgreich war.
International trat sie zuerst bei Universiaden in Erscheinung. Dort gewann sie 1991 die Bronzemedaille im 200-Meter-Lauf und 1993 die Goldmedaille im 400-Meter-Lauf. Bei den Weltmeisterschaften 1993 in Stuttgart gewann sie als nur im Vorlauf startend mit der Staffel Gold und erreichte sie über 400 Meter die Halbfinalrunde.
Die mit Abstand erfolgreichste Saison ihrer Karriere hatte Collins 1999. Bei den Hallenweltmeisterschaften in Maebashi belegte sie mit der 4-mal-400-Meter-Staffel den dritten Rang. Bei den Panamerikanischen Spielen in Winnipeg gewann sie sowohl in der Staffel als auch im 400-Meter-Lauf die Silbermedaille. Ihren bedeutendsten Erfolg feierte sie in der 4-mal-400-Meter-Staffel bei den Weltmeisterschaften in Sevilla. Gemeinsam mit Suziann Reid, Maicel Malone-Wallace und Jearl Miles Clark belegte sie hinter der russischen und vor der deutschen Mannschaft den zweiten Platz. Außerdem erreichte Collins in Sevilla über 400 Meter die Halbfinalrunde.
Bei den Olympischen Spielen 2000 in Sydney schied sie im 400-Meter-Lauf bereits in der Vorrunde aus. Dagegen verpasste sie bei den Weltmeisterschaften 2001 in Edmonton über dieselbe Distanz den Finaleinzug nur knapp.
2004 wurde Collins im Zuge der BALCO-Affäre die Verwendung von Dopingmitteln zur Last gelegt. Sie wurde ab dem 16. Juli 2004 zunächst mit einer achtjährigen Wettkampfsperre belegt, die später auf vier Jahre reduziert wurde. Außerdem wurden ihre sämtlichen Resultate rückwirkend zum 1. Februar 2002 annulliert. So verlor Collins ihre Goldmedaille, die sie im 200-Meter-Lauf bei den Hallenweltmeisterschaften 2003 in Birmingham gewonnen hatte.
Michelle Collins ist 1,78 m groß und hatte ein Wettkampfgewicht von 61 kg.

## Bestleistungen
- 100 m: 11,19 s, 3. Juni 2000, Atlanta
- 200 m: 22,57 s, 23. Juli 2000, Sacramento
- 400 m: 50,11 s, 13. Mai 2000, Osaka